# Apollodotos I
Apollodotos I Soter (tiếng Hy Lạp: Ἀπολλόδοτος Α΄ ὁ Σωτήρ, có nghĩa là "Apollodotos, Vị cứu tinh"; tiếng Phạn: महरजस अपलदतस त्रतरस, "maharajasa apaladatasa tratarasa"), là một vua Ấn-Hy Lạp trong giai đoạn từ năm 180 đến năm 160 TCN hoặc từ năm 174 đến 165 TCN. Ông đã cai trị những vùng đất ở phía tây và phía nam của vương quốc Ấn-Hy Lạp từ Taxila ở Punjab đến vùng đất Sindh và có thể là Gujarat.

## Vua của vương quốc Ấn-Hy Lạp
Apollodotos không phải là vị vua đầu tiên phát hành tiền xu của mình bên ngoài Bactria nhưng ông là vị vua đầu tiên chỉ cai trị ở Ấn Độ, và do đó có lẽ là người sáng lập của vương quốc Ấn-Hy Lạp. Theo W.W. Tarn, Apollodotos I là một trong những vị tướng của Demetrius I của Bactria, vua của vương quốc Hy Lạp-Bactria, vị vua đã xâm lược Ấn Độ sau năm 180 TCN. Tarn không chắc chắn liệu ông đã là một thành viên của gia đình hoàng gia. Sau đó phần lớn các tác giả đồng ý với phân tích của Tarn, mặc dù không có nhiều điều được biết về ông, vì tiền xu của ông không đưa ra nhiều gợi ý.
Apollodotos có thể đã được kế vị bởi Antimachos II, hoặc là hai vị vua đã cai trị cùng thời. Antimachos II đã cai trị những vùng đất ở phía Tây gần với Bactria. Cuối cùng Apollodotus I đã được kế vị bởi Menandros I vì cả hai vị vua đều được đề cập bởi Pompejus Trogus vì là những vị vua Ấn-Hy Lạp quan trọng.
Tác phẩm Periplus của biển Erythraean vào thế kỷ 1-2 SCN đã tiếp tục xác thực về triều đại của Apollodotos I và ảnh hưởng của người Ấn-Hy Lạp ở Ấn Độ:
"Tới ngày nay, những đồng drachmae xưa đang lưu hành ở Barygaza, đến từ đất nước này, mang dòng chữ tiếng Hy Lạp, và hình tượng của những vị vua đã cai trị sau thời Alexander, Apollodoros [sic] và Menandros."
 - Periplus, Chương 47.

## Tiền đúc

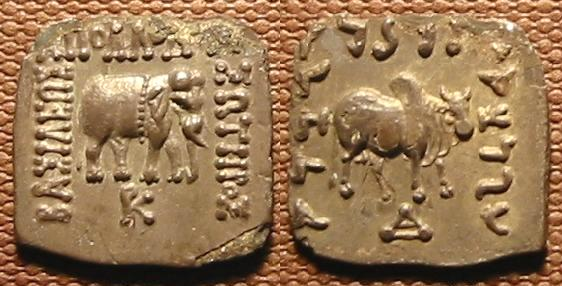
Đồng tiền theo tiêu chuẩn Ấn Độ của Apollodotus I.
Trước: Con voi thiêng với chiếc thắt lưng được trang trí cùng dòng chữ tiếng Hy Lạp ΒΑΣΙΛΕΩΣ ΑΠΟΛΛΟΔΟΤΟΥ ΣΩΤΗΡΟΣ, "của vua Apollodotos vị cứu tinh".
Sau: Bò Zebu cùng dòng chữ Kharoshti 𐨨𐨱𐨪𐨗𐨯 𐨀𐨤𐨫𐨡𐨟𐨯 𐨟𐨿𐨪𐨟𐨪𐨯 (MAHARAJASA APALADATASA TRATARASA), "Vị Vua cứu tinh Apollodotos".
Kính thước thật: 15 mm, 1.4 gram.

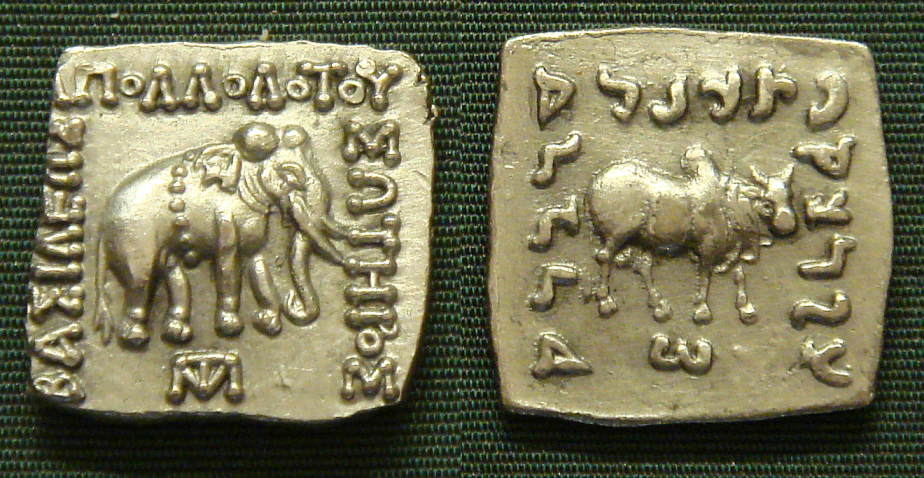
Tiền xu Ấn Độ của Apollodotos I.

Tiền đúc của Apollodotos, cùng với của Menandros, là một trong những loại tiền đúc phong phú nhất của các vị vua Ấn-Hy Lạp. Nó được tìm thấy chủ yếu ở các tỉnh Punjab, Sindh và Gujarat, chỉ ra biên giới phía nam của vương quốc Ấn-Hy Lạp ở Ấn Độ. Nó cũng được nêu ra trong tác phẩm Periplus, một tài liệu về thương mại ở Ấn Độ Dương thế kỷ 1 CN, trong đó mô tả những tàn tích của người Hy Lạp trước kia (điện thờ, doanh trại, giếng nước, tiền đúc) tại các cảng chiến lược của Barygaza (Bharuch) ở Gujarat. Strabo (XI) cũng mô tả sự chiếm đóng Patalene (khu vực châu thổ sông Ấn). Trong khi Sindh có thể đã nằm dưới sự cai trị của ông, không rõ liệu rằng Apollodotus đã tiến đến Gujarat hay chưa, đây là nơi mà người Satavahanas thống trị.
Apollodotos cũng đã ban hành một số lượng lớn những đồng tiền xu song ngữ hình vuông theo tiêu chuẩn Ấn Độ. Bên cạnh danh hiệu hoàng gia thông thường, ý nghĩa chính xác của những loài vật được miêu tả trên những đồng tiền lại không rõ ràng. Con voi thiêng liêng có thể là biểu tượng của thành phố Taxila, hoặc có thể là biểu tượng của con voi trắng, vốn xuất hiện trong giấc mơ của thân mẫu Đức Phật, Hoàng hậu Maya, vốn là một biểu tượng của Phật giáo, một trong những tôn giáo chính của các vùng đất Ấn-Hy Lạp.
Tương tự như vậy, con bò thiêng liêng ở mặt sau có thể là một biểu tượng của một thành phố (Pushkhalavati), hoặc một miêu tả về thần Shiva, khiến cho nó trở thành một biểu tượng của Ấn Độ giáo, một tôn giáo lớn khác tại thời điểm đó.